# 多満留姫
多満留姫（たまるひめ）は、長野県諏訪地方の民間伝承（諏訪信仰）の女神。

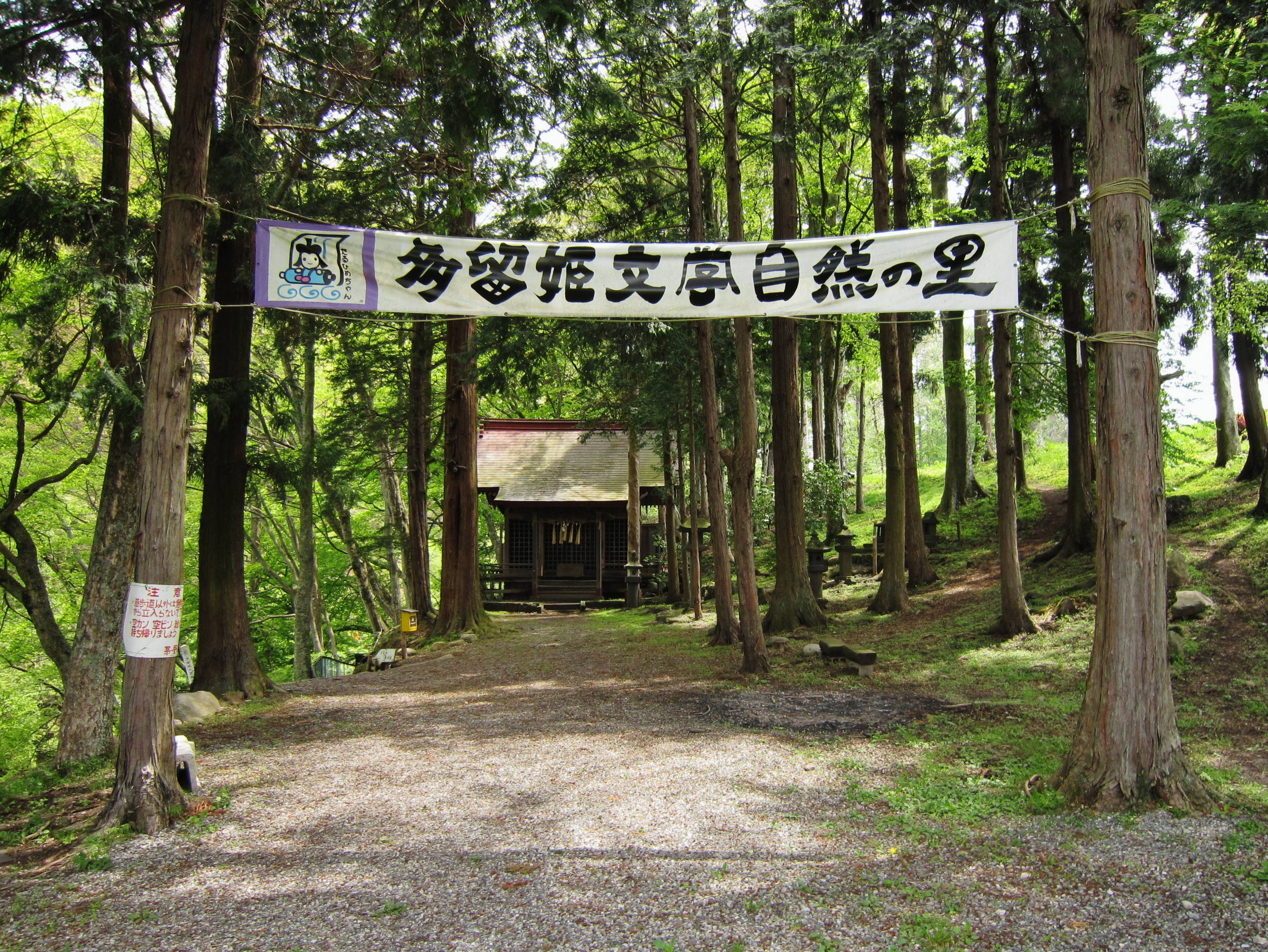
多留姫神社

## 概要
洩矢神の娘で、建御名方神の出速雄神に嫁いだとされる。『神長官守矢氏系譜』では出早雄命の后となっているが、一方別の史料では建御名方神に嫁いで出早雄神を生んだともされる。
多留姫命との記述もあるが、通常多留比売神は建御名方神の御子神とされる。

## 系譜
洩矢神の娘で兄に洩宅神がいる。

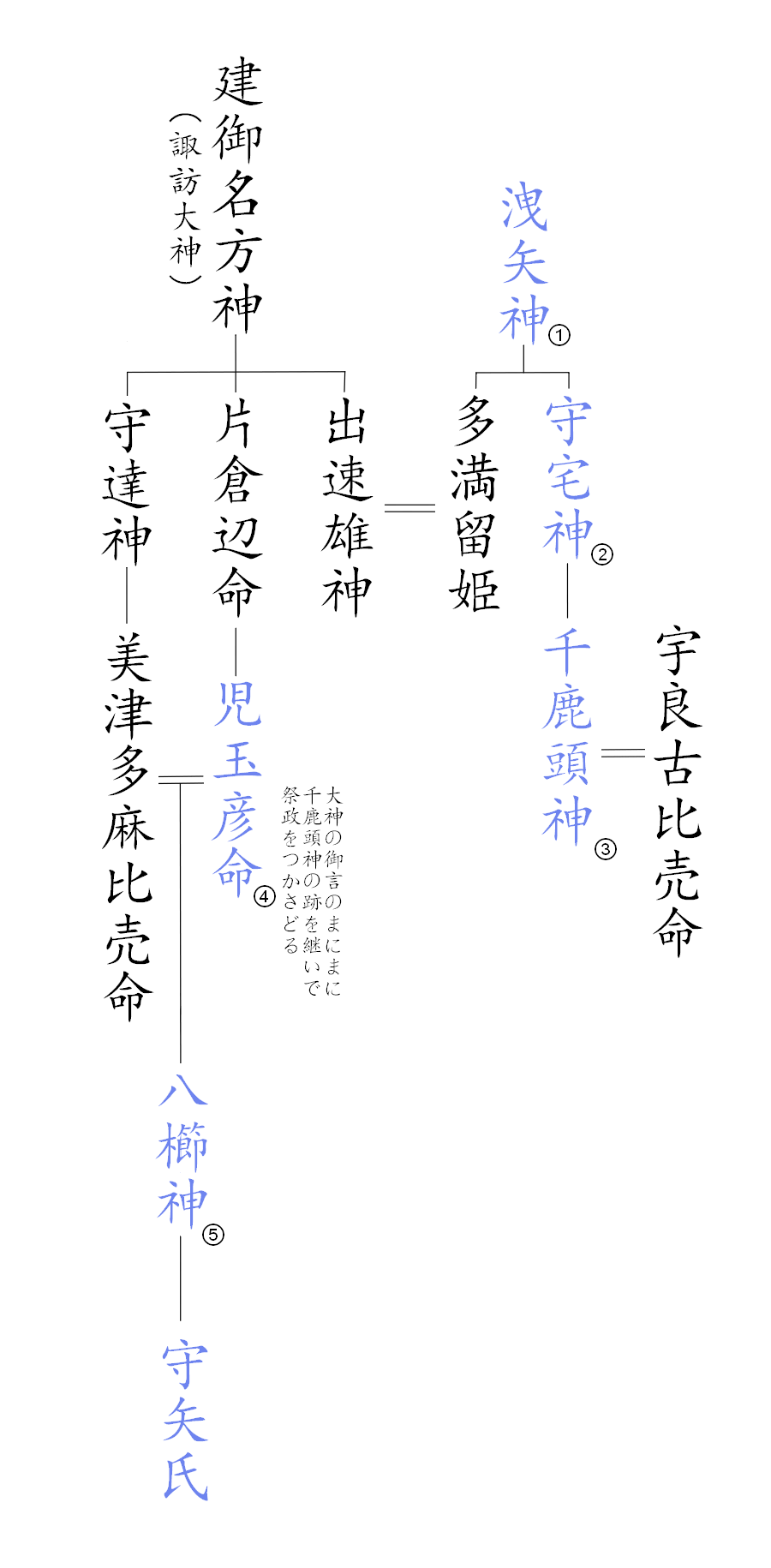
守矢氏の最初の五代
（洩矢神から八櫛神まで）

建御名方神と八坂刀売神の子・伊豆速男命に嫁ぎ、可毛羽神、若木比売神、草奈井比売神、伊都速比売命、佐和恵多良六老彦神などの子がいる。